# Ray Finch
Raymond (Ray) Finch (ur. 2 czerwca 1963 w Liverpoolu) – brytyjski polityk, poseł do Parlamentu Europejskiego VIII kadencji.

## Życiorys
Z zawodu inżynier, pracował przez 20 lat w przedsiębiorstwie instalującym telewizję kablową. Zaangażował się w działalność polityczną w ramach Partii Niepodległości Zjednoczonego Królestwa, w której został asystentem Nigela Farage'a. Został radnym hrabstwa Hampshire, bez powodzenia kandydował w 2010 do Izby Gmin.
W wyborach europejskich w 2014 z ramienia UKIP uzyskał mandat eurodeputowanego VIII kadencji. W trakcie kadencji przeszedł do nowego ugrupowania pod nazwą Brexit Party.